# Крушение самолёта вице-президента Малави
Самолёт Dornier 228 вооружённых сил Малави, на борту которого находился вице-президент Малави Саулос Чилима вместе с девятью пассажирами, упал 10 июня 2024 года в лесной заповедник Чикангава (округе Мзимба). В районе рейса была плохая видимость из-за тумана. Все находившиеся на борту пассажиры и члены экипажа погибли.

## История
Саулос Чилима летел на север Малави, в город Мзуза, во главе правительственной делегации на похороны экс-министра юстиции, Ральфа Касамбары, но приземлиться не смог из-за плохих погодных условий и развернулся в аэропорт вылета. На борту также была бывшая первая леди Патрисия Шанил Джимбири. Также была объявлена информация, что на борту находилась и вторая леди Мэри Чилима, которая позже была опровергнута. В Малави объявили национальный траур.